# Урю (Хоккайдо)

43°25′50″ пн. ш. 141°49′8″ сх. д. / 43.43056° пн. ш. 141.81889° сх. д.
Урю́ (яп. 雨竜町, うりゅうちょう, МФА: [uɾʲuː t͡ɕoː]) — містечко в Японії, в повіті Урю округу Сораті префектури Хоккайдо. Станом на 1 жовтня 2008 року площа містечка становила 190,91 км². Станом на 31 березня 2017 населення містечка становило 2526 осіб.